# Bom dia (exercício)
O bom dia, em inglês good-morning, é um exercício físico que visa o trabalho das regiões (lombar) e glútea ativando os músculos eretores da espinha, quadrado lombar, glúteo máximo e isquiossurais.

## Execução
O praticante inicia em pé, com os pés levemente afastados, segurando uma barra sobre os ombros ou trapézio. A partir desta posição leva o tronco à frente, flexionando os quadris e mantendo o tronco e joelhos em extensão, até que o tronco esteja paralelo ao chão, para depois voltar à posição inicial. Pode-se flexionar levemente os joelhos para facilitar a flexão dos quadris.